# Bayernkolleg Schweinfurt
Das Bayernkolleg Schweinfurt in Schweinfurt (Stadtteil Musikerviertel) ist eine staatliche Einrichtung des Zweiten Bildungsweges. Sie ermöglicht es jungen Erwachsenen, die bereits im Berufsleben gestanden oder einen Haushalt geführt haben, in drei Jahren das Abitur nachzuholen.
Im Unterschied zu der Oberstufe des beruflichen Schulwesens – Fachoberschule (FOS) und Berufsoberschule (BOS) –, die in verschiedene Ausbildungsrichtungen gegliedert ist, vermittelt das Bayernkolleg eine breite Allgemeinbildung mit der Kenntnis zweier Fremdsprachen. Es verfolgt damit das gleiche Ziel wie das Gymnasium, dessen Lehrpläne in den Klassenstufen 11 und 12 auch für das Kolleg gelten. In den beiden letzten Jahrgangsstufen wird nach dem System der bayerischen reformierten Oberstufe des Gymnasiums unterrichtet. Auch die Abschlussprüfung für die Absolventen des Kollegs ist die gleiche zentrale bayerische Abiturprüfung wie für die Gymnasiasten.
Das Bayernkolleg Schweinfurt existiert seit 1967. Bis jetzt (Stand: Oktober 2017) haben über 2500 Abiturienten diese Schule erfolgreich absolviert; das Durchschnittsalter der Schülerinnen und Schüler beträgt 23,61 Jahre (Stand: Oktober 2019). 36 Lehrkräfte unterrichten zurzeit 248 Schüler (Stand: Oktober 2019). Der Schule ist ein Wohnheim angeschlossen.

## Schulprofil
Das Bayernkolleg Schweinfurt ist ein Gymnasium besonderer Art, das es jungen Erwachsenen nach der Berufsausbildung bzw. mehrjähriger beruflicher Tätigkeit ermöglicht, die allgemeine Hochschulreife zu erwerben. Sein Ziel besteht darin, den Kollegiatinnen und Kollegiaten grundlegende Fähigkeiten und Fertigkeiten zu vermitteln, die ein Studium an allen Fakultäten der Universitäten und Technischen Hochschulen ermöglichen. Dies geschieht am Bayernkolleg im Rahmen eines Unterrichts, der den besonderen Lernbedingungen von Erwachsenen Rechnung trägt und deren persönliche Situation berücksichtigt (erwachsenengerechter Unterricht). Darüber hinaus versteht sich die Schule aber auch als Lebensraum, der die Begegnung mit Kunst und Wissenschaft und vielfältige menschliche Kontakte ermöglicht.

## Ausbildungsverlauf
Die Ausbildung dauert drei Schuljahre (ohne Vorkurs). Es wird – wie am Gymnasium – vormittags, teilweise auch nachmittags in 45-Minuten-Stunden unterrichtet; der Samstag ist frei. Die Ferientermine entsprechen denen an allen anderen bayerischen Schulen. Eine berufliche Vollzeittätigkeit kann und darf während der Dauer des Schulbesuchs nicht ausgeübt werden.
Die Ausbildung gliedert sich in eine einjährige Eingangsphase (Jahrgangsstufe I) und eine zweijährige Qualifizierungsphase (Jahrgangsstufen II und III).

### Eingangsphase
In der Jahrgangsstufe I werden in 36 Wochenstunden folgende Fächer unterrichtet:
Deutsch, Englisch, eine weitere Fremdsprache (Latein/Französisch/Russisch), Geschichte mit Sozialkunde, Wirtschafts- und Rechtslehre mit Geographie, Religion (ev./kath.) bzw. Ethik, Mathematik, Physik, Biologie, Chemie.
Zusätzlich gibt es einen einstündigen Rhetorik- und Intensivierungskurs. Bei entsprechendem Interesse können Wahlfächer angeboten werden, z. B. Informatik/Internet, Kunst, Musik, Musical und weitere Fremdsprachen.
Der erfolgreiche Abschluss der Jahrgangsstufe I beinhaltet den mittleren Schulabschluss.

### Qualifizierungsphase
In den Jahrgangsstufen II und III findet der Unterricht in Klassen, Kursen und Seminaren statt. Das Fächerangebot gliedert sich in:
- ein Pflichtprogramm, zu dem die Fächer Deutsch, Fremdsprache, Mathematik, Religion/Ethik, Geschichte und Sozialkunde gehören;
- ein Wahlpflichtprogramm, in dem es möglich ist, individuelle Schwerpunkte zu setzen: Man kann ein naturwissenschaftliches Fach, eine weitere Fremdsprache oder Informatik wählen und hat die Wahlmöglichkeit zwischen Geographie und Wirtschaft/Recht;
- frei wählbare Fächer zur individuellen Profilbildung, u. a. Kunst, Musik, Psychologie, Biologische Arbeitstechniken, Japanisch, Spanisch.

## Voraussetzungen für die Aufnahme
Bedingungen für den Eintritt in die Jahrgangsstufe I sind:
- ein Mindestalter von 18 Jahren
- eine abgeschlossene Berufsausbildung bzw. eine regelmäßige zweijährige Berufstätigkeit (Arbeitslosigkeit, Wehr- oder Zivildienst sind bis zu einem Jahr anrechenbar; die Führung eines Familienhaushalts ist einer Berufstätigkeit gleichgestellt)
- Nachweis eines mittleren Schulabschlusses, z. B. Fachschulreife, Abschluss einer Real- oder Wirtschaftsschule, erfolgreicher Abschluss der 10. Klasse eines Gymnasiums oder einer Hauptschule, qualifizierter beruflicher Bildungsabschluss, Abschlusszeugnis einer Berufsschule oder einer Berufsfachschule, erfolgreicher Besuch der Vorklasse der BOS
- ein Vorstellungs- und Beratungsgespräch mit der Schulleitung[3]

Nicht aufgenommen werden kann,
- wer sich der Abiturprüfung am Gymnasium oder der Abschlussprüfung an der FOS/BOS zweimal ohne Erfolg unterzogen hat,
- wer vom Besuch weiterführender Schulen ausgeschlossen wurde.

Bestehen der Probezeit am Kolleg. Diese dauert bis zum Ende des ersten Schulhalbjahres (Mitte Februar); erst dann wird auf der Grundlage der erbrachten Leistungen, der Arbeitshaltung und gegebenenfalls unter Berücksichtigung besonderer persönlicher Umstände entschieden, ob ein Erreichen des Bildungsziels und somit ein Verbleib am Kolleg möglich ist.

### Vorkurs
Der einjährige Vorkurs bietet Bewerbern, die keinen mittleren Schulabschluss haben, die Möglichkeit, in das Kolleg einzutreten. Der erfolgreiche Abschluss des Vorkurses berechtigt dazu, in die Jahrgangsstufe I des Kollegs einzutreten. Der Vorkurs kann wiederholt werden.
Für den Vorkurs gelten die gleichen Aufnahmebedingungen wie für die Jahrgangsstufe I (siehe oben) – außer dem mittleren Schulabschluss; das Mindestalter beträgt 17 Jahre. Die Eignung für die Ausbildung am Kolleg wird in einem Vorstellungs- und Beratungsgespräch geklärt.
Der Unterricht erstreckt sich über ein Schuljahr und findet – wie in den Jahrgangsstufen I bis III – als Vollzeitunterricht statt, allerdings in der Regel nur vormittags (8 bis 13 Uhr).
Der Fächerkanon umfasst: Deutsch, Englisch, Mathematik, Physik, Chemie, Biologie, Geschichte und Geographie. Hinzu kommt ein Kurs "Sprachpropädeutik" zum Erwerb grammatikalischer Grundkenntnisse als Ergänzung zum Unterricht in Deutsch und den Fremdsprachen.

### Aufnahmeverfahren
Nähere Angaben zu den erforderlichen Unterlagen für eine Anmeldung sind auf der Website des Bayernkollegs Schweinfurt zu finden.

## Sonderlehrgänge
Von 1977 bis 2018 gab es am Bayernkolleg Schweinfurt Sonderlehrgänge, die es Spätaussiedlern und Kontingentflüchtlingen aus dem Gebiet der ehemaligen Sowjetunion ermöglichen, die Hochschulreife zu erwerben.

## Besondere Klassen für Menschen mit Migrationshintergrund und sprachsensibler Unterricht
Seit dem Schuljahr 2016/17 existieren am Bayernkolleg Schweinfurt Besondere Klassen für Menschen mit Migrationshintergrund. Sie weisen eigene Stundentafeln auf, welche besonders dem Erwerb der Kenntnisse im Fach Deutsch unterstützen. Im Frühjahr 2020 legten die ersten Absolventen aus diesen Klassen ihre Abiturprüfungen erfolgreich ab.
Der fachwissenschaftliche Spracherwerb stellt für Menschen mit und ohne Migrationshintergrund oft eine besondere Hürde dar. Deshalb nimmt das Bayernkolleg Schweinfurt die Angebote des sogenannten sprachsensiblen Unterrichts wahr und unterstützt Schüler hier nochmals gezielt.

## Studierfähigkeit
Das Bayernkolleg vermittelt eine breite und vertiefte Allgemeinbildung als Basis für ein erfolgreiches Studium in allen Fachrichtungen oder für eine berufliche Neuorientierung. Es fördert die sprachliche, mathematisch-naturwissenschaftliche und soziale Kompetenz der Kollegiatinnen und Kollegiaten gleichermaßen ohne Spezialisierung auf bestimmte Ausbildungsrichtungen. Die individuelle Schwerpunktsetzung im Rahmen der reformierten Oberstufe ermöglicht es jedoch, persönlichen Vorlieben und Begabungen Rechnung zu tragen. Die Schule bemüht sich deshalb, ein möglichst vielfältiges Kursprogramm mit zahlreichen Wahlmöglichkeiten anzubieten. Die Ausbildungsdauer von drei Jahren garantiert, dass genug Zeit für eine fundierte Bildung und Ausbildung zur Verfügung steht – auch bei ungünstigen persönlichen Startbedingungen.

## Schule als Lebensraum
Über den Unterricht hinaus ermöglicht das Bayernkolleg Begegnungen unterschiedlichster Art:
- Theater- und Musikgruppen, Autorenlesungen und Kunstausstellungen vermitteln Kunsterfahrungen und geben Raum für eigene kreative Gestaltung.
- Vortragsveranstaltungen und Studientage verschaffen Einblick in die wissenschaftliche Beschäftigung mit bestimmten Themen.
- Exkursionen und Studienfahrten ergänzen nicht nur das Lernen im Unterricht, sondern verbinden es auch eng mit gemeinschaftlichen Unternehmungen in der Freizeit.
- Das der Schule angeschlossene Wohnheim ist ein Ort vielfältiger sozialer Kontakte und gemeinsamer Freizeitaktivitäten.
- Die hauseigene Cafeteria ist täglicher Treffpunkt, an dem das entspannte Gespräch im Mittelpunkt steht.

Das Bayernkolleg versteht sich als „Lernort“ im umfassenden Sinn: Es will Wissen vermitteln, Arbeitsformen einüben, neue Erfahrungen ermöglichen und so dabei helfen, eine persönliche Perspektive für die zukünftige Lebensgestaltung zu entwickeln.

## Wohnheim
Das Schülerwohnheim des Bayernkollegs befindet sich direkt neben dem Schulgebäude. Es verfügt über 60 Einzelzimmer und drei barrierefreie Zimmer auf fünf Stockwerken. Jedes Zimmer ist vollständig möbliert und mit einem Küchenblock ausgestattet.
Auf jedem Stockwerk befinden sich außer den Zimmern ein Aufenthaltsraum sowie Duschen und Toiletten. Im Keller stehen ein Waschraum mit Waschmaschine, Trockner sowie Bügeltischen und ein Fitnessraum zur Verfügung.

## Förderung
Der Besuch des Bayernkollegs ist kostenlos. Die meisten Lehrmittel, wie Bücher, werden gestellt. Allerdings werden Beiträge für die Kopien, die im Unterricht verwendet werden, erhoben.
Viele Kollegiaten, die vor Vollendung des 30. Lebensjahres in die Jahrgangsstufe I des Kollegs eintreten, werden maximal vier Jahre lang nach dem Bundesausbildungsförderungsgesetz (BAföG) gefördert. Die Höhe der monatlichen Beihilfe, die im Unterschied zum Studenten-BAföG später nicht zurückgezahlt werden muss, ist u. a. davon abhängig, ob der Vorkurs oder die Jahrgangsstufen I bis III besucht werden. An zusätzlichen Leistungen werden Krankenversicherungs-, Pflegeversicherungs- und Wohnzuschläge gewährt.